# شیوه (برنامه تلویزیونی)
شیوه یک برنامه گفتگو محور محصول شبکه چهار صدا و سیمای جمهوری اسلامی ایران است که به بحث و گفتگو با کارشناسان دربارهٔ مسائل اجتماعی ایران می‌پردازد. این برنامه با افزایش اعتراضات به کشته‌شدن مهسا امینی روی آنتن تلویزیون دولتی ایران رفت. در این برنامه مناظره‌های دو نفره بین بیژن عبدالکریمی و شهریار زرشناس، محمد فاضلی و سعید حاجی ناصری، تقی آزاد ارمکی و ابراهیم فیاض، سعید شریعتی و جلیل محبی، و شهاب طباطبایی و علی خضریان برگزار شد.
برخی از اساتید اخراج‌شده از دانشگاه‌های ایران و همچنین تعدادی از فعالان و چهره‌های سیاسی فاقد تریبون فرصت حضور در صدا و سیمای جمهوری اسلامی ایران را یافتند. 